# Шепелёва, Надежда Семёновна
Надежда Семёновна Шепелёва (1923—2020) — советская оперная певица, заслуженная артиста Якутской ССР (1955), заслуженная артистка РСФСР (1958), вдова якутского писателя и драматурга Дмитрия Кононовича Сивцева.

## Биография
Родилась в 1923 году в Якутске в семье учителя. В 1937 году окончила семилетнюю школу в посёлке Табага, в 1941 году — педагогический рабфак. Свою творческую деятельность начала с 1941 года, работала артисткой хора Комитета Радиовещания при Совете Министров Якутской ССР.

Путь в искусство Надежды Шепелевой начался с уроков пения у солистки радиокомитета А. Клещевой в 40-е годы.
В 1941 году поступила на факультет русского языка и литературы Якутского педагогического института, с 4 курса в 1945 году уехала в Москву и поступила в Московское государственное музыкальное училище имени Гнесиных, которое окончила в 1950 году.

Есть в училище несколько посланцев далёкой Якутии. Надежда Шепелёва, кончающая школу в этом году, скоро вернётся в родной город, и её сильный, красивый голос будет звучать со сцены якутского театра. — журнал «Смена», 1950 год
В 1950—1957 годах была солисткой оперы Якутского государственного музыкально-драматического театра имени П. А. Ойунского, затем работала в Якутском радиокомитете солисткой.
В 1960 году окончила Уральскую государственную консерваторию имени М. П. Мусоргского, в 1969—1973 годах — аспирантуру при Уральской консерватории.
В 1972—1986 годах была заместителем министра культуры ЯАССР, с начала 1960-х годов по 1989 год работала преподавателем в Якутском музыкальном училище имени М. Н. Жиркова (класс сольного пения).
В декабре 1957 года — участник Декады якутского искусства в Москве. Надежда Семёновна также участвовала в Днях якутской литературы и искусства в Тувинской АССР (1968), Магаданской области (1971), Башкирской ССР и Москве (1972), Москве и Ульяновской области (1982).
Была депутатом Верховного Совета ЯАССР четвёртого созыва, депутатом Якутского городского Совета депутатов трудящихся (1953), членом Союза театральных деятелей Якутии (с 1951 года).
Надежда Семёновна Шепелёва — заслуженная артистка ЯАССР (1955), заслуженная артистка РСФСР (1958), «Народная артистка РС (Я)» (2013), награждена медалью «За доблестный труд» (1970), Почётными грамотами Верховного Совета ЯАССР.
Ушла из жизни Надежда Семёновна 16 января 2020 года в Якутске.